# Plavilla
Plavilla (okzitanisch: Planvialar) ist eine Gemeinde mit 142 Einwohnern (Stand: 1. Januar 2022) im Westen des Départements Aude in der südfranzösischen Region Okzitanien (vor 2016: Languedoc-Roussillon). Die Gemeinde gehört zum Arrondissement Carcassonne und zum Kanton La Piège au Razès. Die Einwohner werden Plavillais genannt.

## Lage
Plavilla liegt etwa 40 Kilometer westsüdwestlich von Carcassonne. Umgeben wird Plavilla von den Nachbargemeinden Ribouisse im Norden, Saint-Julien-de-Briola im Nordosten, Saint-Gaudéric im Osten und Südosten, Sainte-Foi im Süden, Mirepoix im Südwesten und Westen sowie Lafage im Nordwesten.

## Bevölkerungsentwicklung
| Jahr                       | 1962 | 1968 | 1975 | 1982 | 1990 | 1999 | 2006 | 2019 |
| Einwohner                  | 83   | 55   | 71   | 54   | 66   | 104  | 112  | 108  |
| Quellen: Cassini und INSEE |      |      |      |      |      |      |      |      |

## Sehenswürdigkeiten
- Kirche Saint-André in Espinoux aus dem 12. Jahrhundert, Monument historique seit 1948

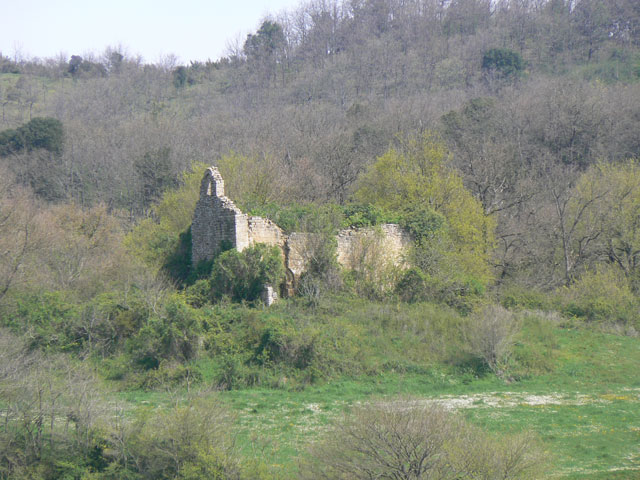
Kirche Saint-André